# Gorelovka (Georgia)
Gorelovka (en georgiano: გორელოვკა; en armenio: Գորելովկա; en ruso: Гореловка) es un pueblo de Georgia ubicado en el sur de la región de Mesjetia-Yavajetia, siendo parte del municipio de Ninotsminda. El pueblo es uno de los centros espirituales de los dujobores. 

## Toponimia
Los armenios locales se refieren al antiguo nombre de Gorelovki como Bugdashen (en georgiano: ბუღდაშენს; en armenio: Բուգդաշեն).

## Geografía
El pueblo está ubicado en la margen derecha del río Bugdasheni, en la cordillera de Yavajetia.

## Historia
El pueblo fue fundado en 1842 por colonos dujobores reasentados desde el pueblo de Goreloye en la gobernación de Taurida. Gorelovka se convirtió en el centro del levantamiento dujobory el 28 y 29 de junio de 1895 debido a la introducción del servicio militar universal en Transcaucasia, que era inaceptable para la mayoría de los dujobores. En protesta, los dujobores reunieron todas las armas que tenían y las quemaron mientras cantaban salmos. Más tarde, se enviaron destacamentos de cosacos a la aldea, que reprimieron el levantamiento, y unas 400 familias de dujobores fueron reubicadas en Kajetia. León Tolstoi se pronunció activamente contra la opresión de los dujobores por parte de las autoridades zaristas en Georgia y también les brindó asistencia material. Con la ayuda de Tolstoi, una parte de los dujobores de Gorelovka se trasladó en 1908-1910 a las provincias occidentales de Canadá. Otra ola de emigración de dujobores ocurrió en la década de 1990, cuando la situación económica y social en Georgia se deterioró drásticamente. Luego, unas 300 personas abandonaron el pueblo, una parte significativa de las cuales fueron reubicadas de manera organizada en el pueblo de Mirni, óblast de Briansk (Rusia). El gobierno georgiano entregó las casas dejadas por los emigrantes dujobores a inmigrantes por motivos ecológicos de Ayaria y Esvanetia, cuyas familias se vieron afectadas por deslizamientos de tierra, así como los armenios de los pueblos de los alrededores. 

## Demografía
La evolución demográfica de Gorelovka entre 1939 y 2014 fue la siguiente:
| 3630                                            | 1069 | 1165 |
| (Fuente: Population of Georgia in Soviet times) |      |      |

Según los datos del censo de 2014, los armenios son el 56 % de la población local, los georgianos el 33 % y los rusos, 11 %. Aproximadamente 10-15 familias dujobores viven en el pueblo.

## Economía
El principal ingreso de los aldeanos proviene de la agricultura. En 2021, aún no se ha llevado gas al pueblo, están calentando las casas con estiércol.

## Infraestructura

### Lugares de interés
El pueblo tiene un centro espiritual de los dujobores, que también es un museo. Gorelovka es uno de los lugares de peregrinaje de los dujobores, pues veneran especialmente el día del levantamiento dujobor de 1895.